# Festival Internacional de Cine de Hong Kong
El Festival Internacional de Cine de Hong Kong es uno de los festivales de cine más antiguos de Asia. Fundado en 1976, el evento presenta producciones cinematográficas de Hong Kong y de otros países del mundo.
El festival presenta cerca de 230 películas de más de 60 países en varios sitios del territorio nacional a nivel anual. Para los estrenos se prepara una especie de gala con alfombra roja incluida.

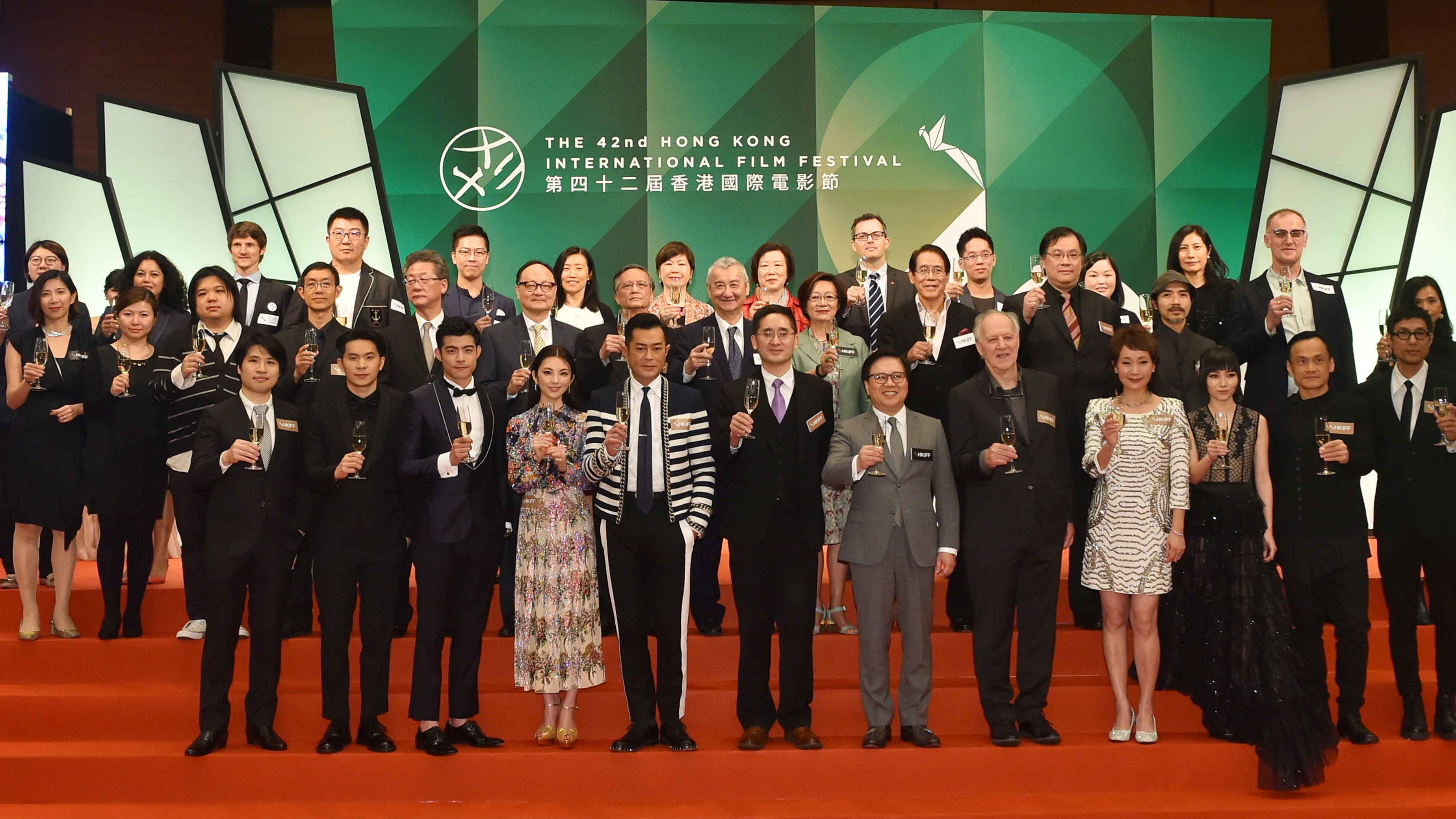
Apertura de la edición número 42 del festival.

## Historia
Operado inicialmente por el Concejo Urbano entre 1977 y 2001 y por el Concejo de las Artes de Hong Kong entre 2002 y 2004, el festival se convirtió en una organización independiente a partir de su edición número 28. El Gobierno de la RAE de Hong Kong ha seguido subvencionando el festival mediante la provisión de locales y financiación parcial.

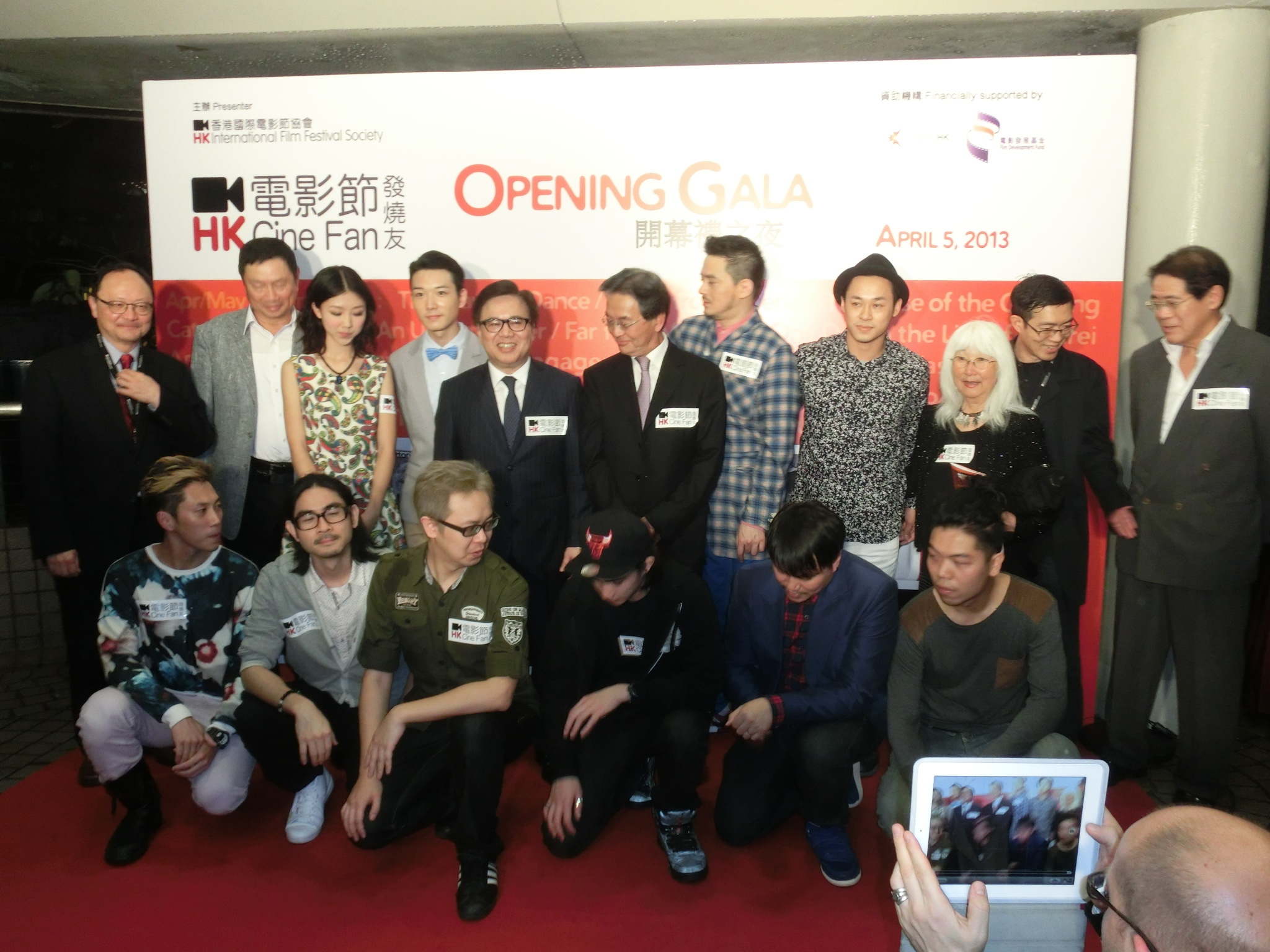
Sociedad limitada del Festival Internacional de Cine de Hong Kong.

Desde 2012, el festival produce y estrena antologías de cortometrajes realizados por reconocidos cineastas asiáticos, tales como Ann Hui, Kurosawa Kiyoshi, Jia Zhangke, Brillante Mendoza, Nakata Hideo, Tsai Ming-Liang y Apichatpong Weerasethakul. A partir de 2017 inició una colaboración con la compañía Heyi Pictures para producir dos largometrajes anuales de cineastas jóvenes de Asia.

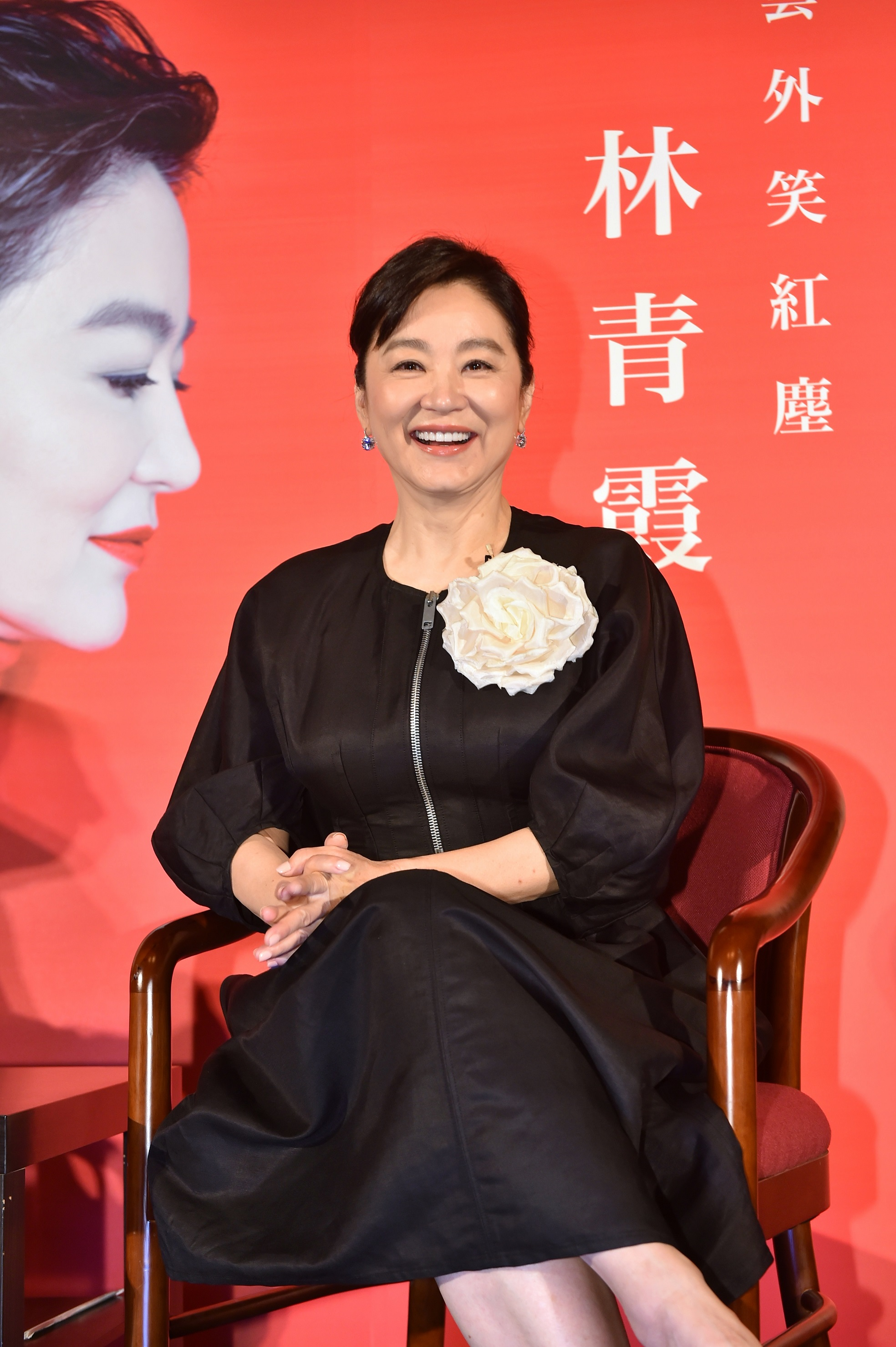
Brigitte Lin en un evento del festival.

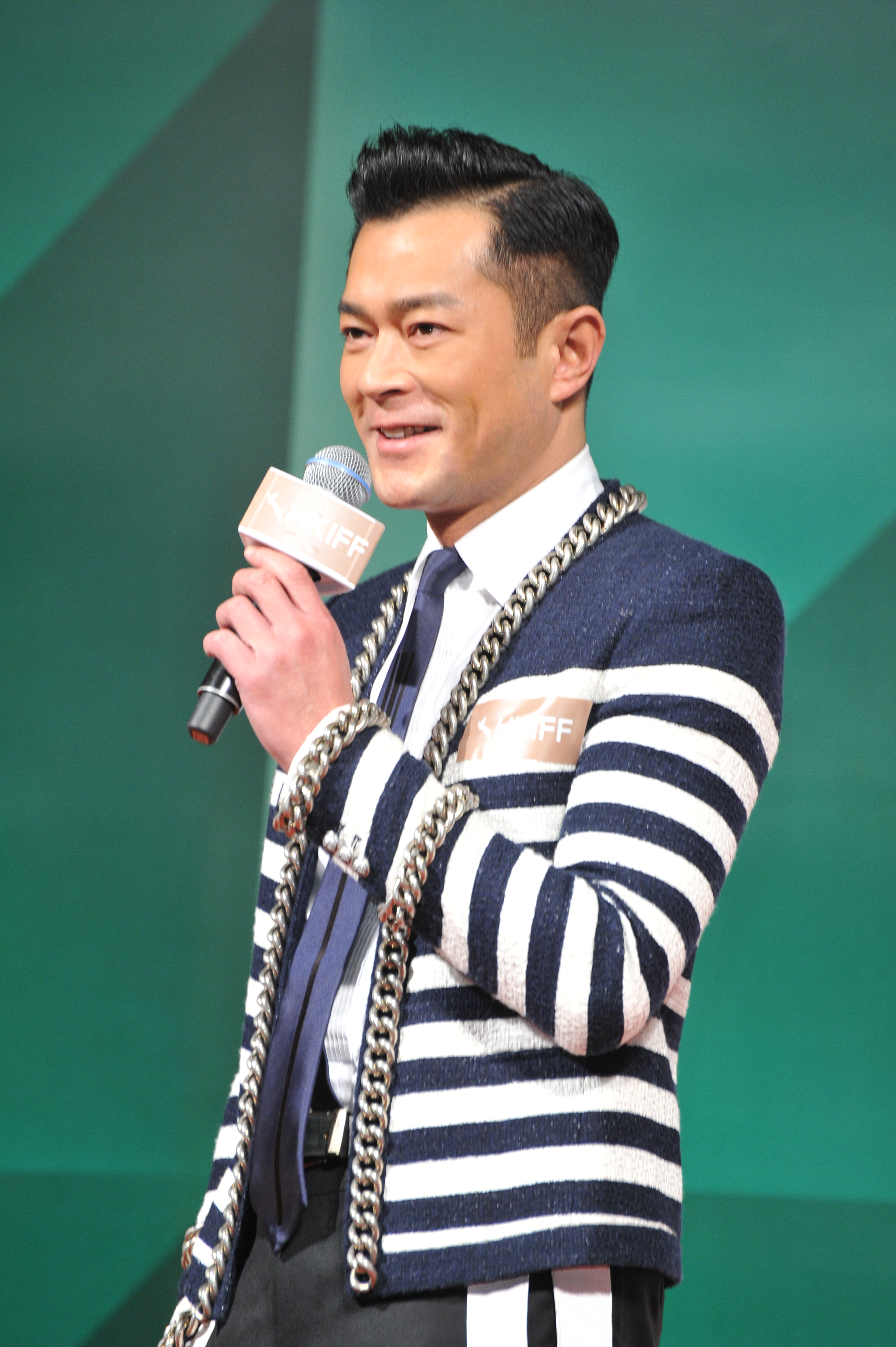
Louis Koo, embajador de la edición número 42 del festival.

El evento ha acogido producciones cinematográficas de realizadores destacados como Roberto Rossellini, Paul Schrader, Jean-Luc Godard, Martin Scorsese, Jacques Rivette, Raúl Ruiz, Pedro Almodóvar, Akira Kurosawa, Souleymane Cissé, Zhang Yimou, Ang Lee y Robert Rodríguez, entre muchos otros.

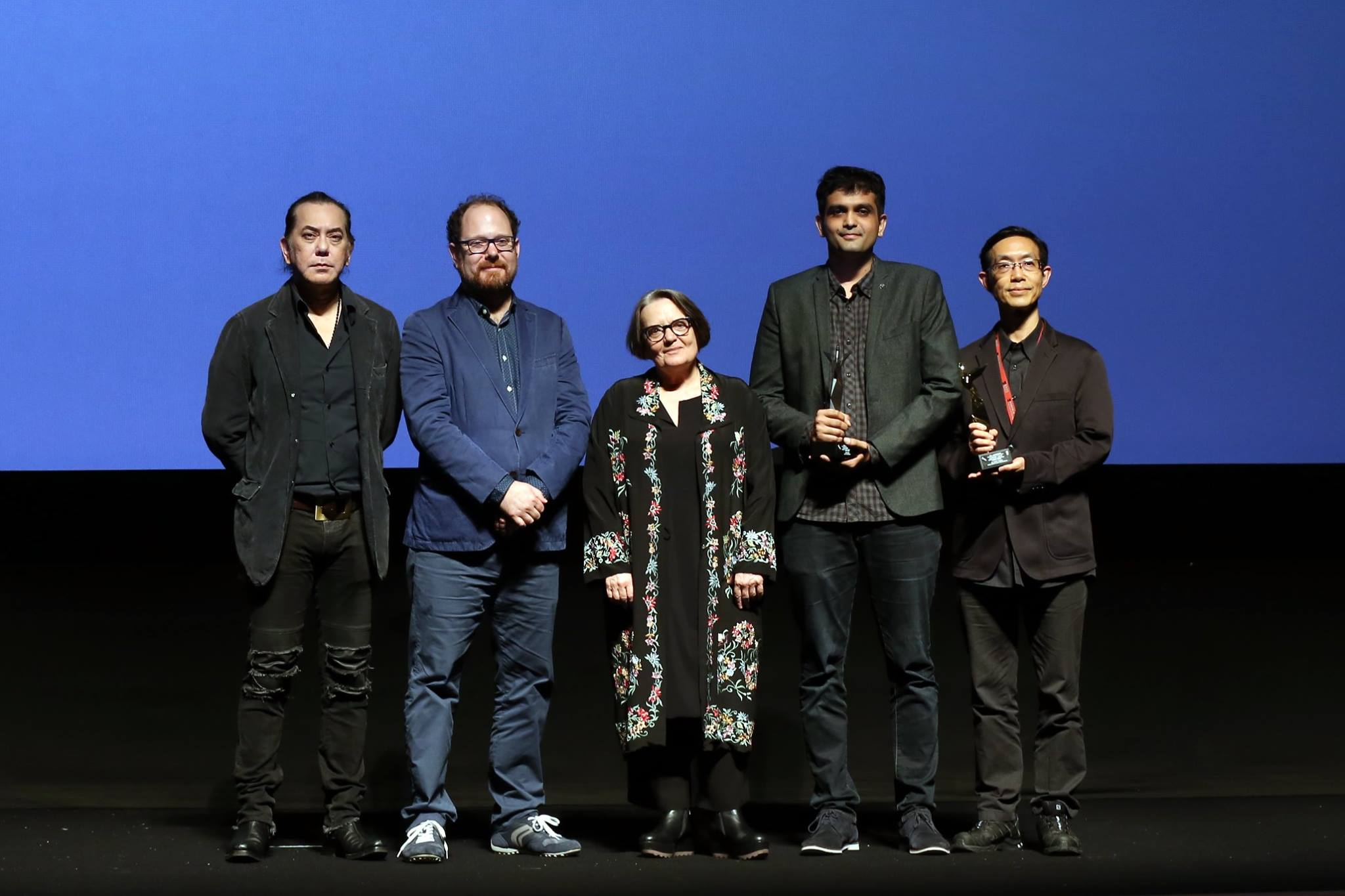
Miembros del jurado de la competencia de cine juvenil.

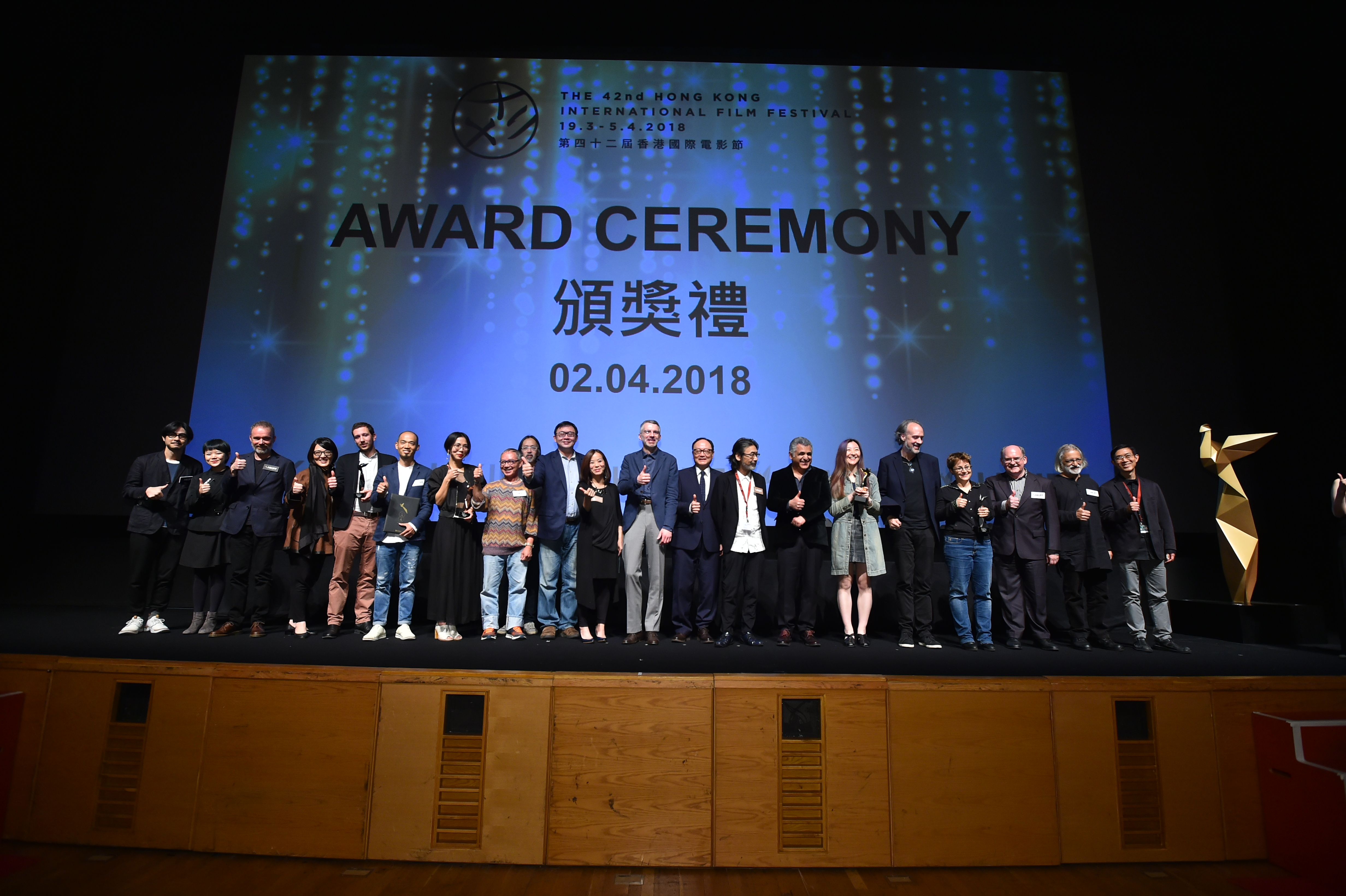
Ceremonia de premios en la edición número 42.

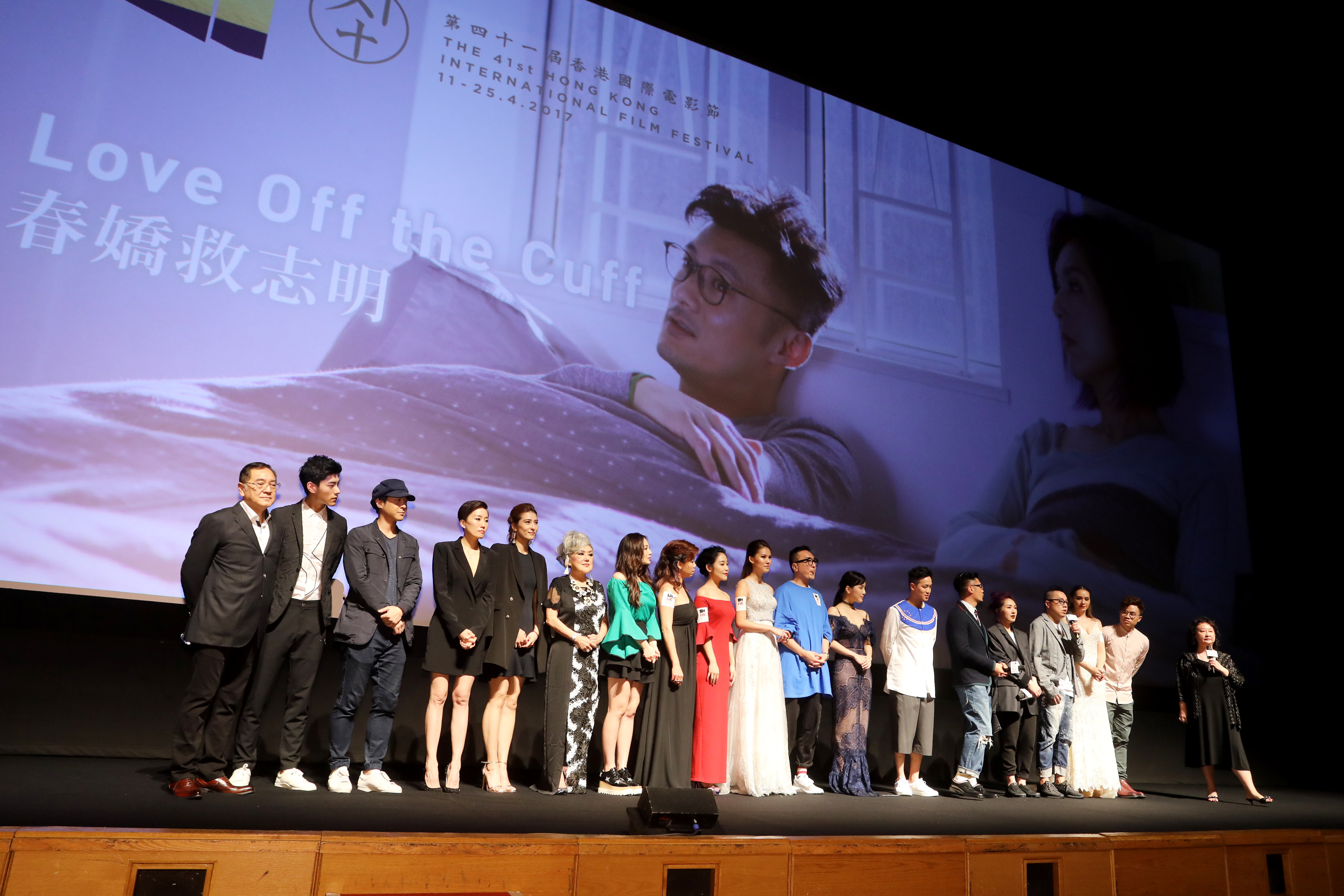
Apertura de la edición número 41.

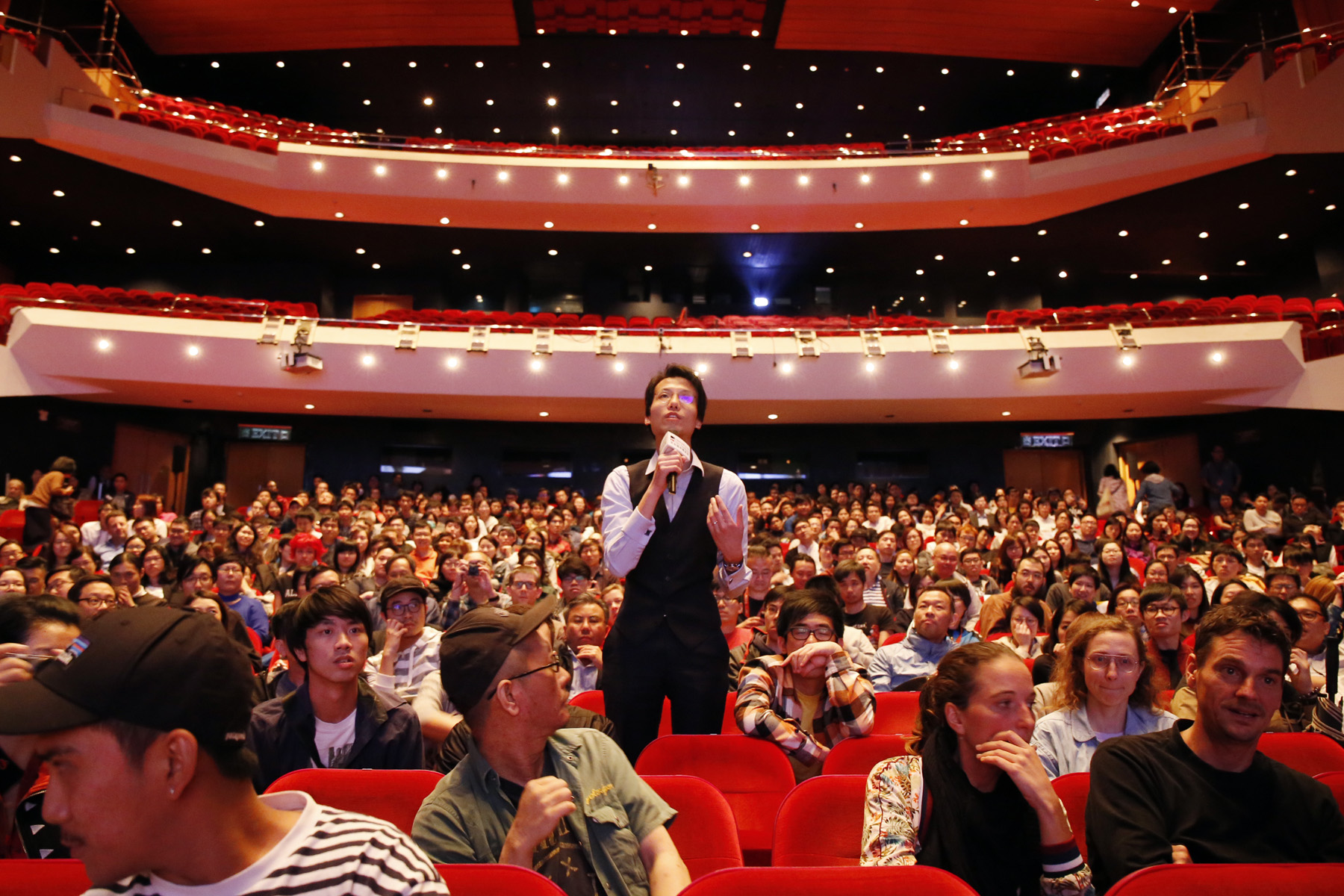
Centro Cultural de Hong Kong.

## Eventos anteriores
| Año  | Embajador    | Película(s) de apertura | Película(s) de cierre                                                            |
| ---- | ------------ | --- | -------------------------------------------------------------------------------- |
| 1977 | -            | Italy: Year One (dir. Roberto Rossellini) | A Touch of Zen (dir. King Hu)                                                    |
| 1978 | -            | Raise Ravens (Cría Cuervos, dir. Carlos Saura) The Seagull (Il Gabbiano, dir. Marco Bellocchio)                                                                | -                                                                                |
| 1979 | -            | Raining in the Mountain (dir. King Hu) | -                                                                                |
| 1980 | -            | American Gigolo (dir. Paul Schrader) | -                                                                                |
| 1981 | -            | Child of the Sun (dir. Kiriro Urayama) The Uprising (dir. Peter Lilienthal)                                                                                    | -                                                                                |
| 1982 | -            | Circle of Deceit (dir. Volkor Schlondorff) Street Music (dir. Jenny Bowen) Muddy River (dir. Kohei Oguri)                                                      | -                                                                                |
| 1983 | -            | Passion (dir. Jean-Luc Godard) Moonlighting (dir. Jerzy Skolimowski) Son of the North East (dir. Vichit Kounavudhi)                                            | -                                                                                |
| 1984 | -            | The King of Comedy (dir. Martin Scorsese) Carmen (dir. Carlos Saura) Merry Christmas Mr.Lawrence (dir. Nagisa Oshima)                                          | First Name: Carmen (dir. Jean-Luc Godard)                                        |
| 1985 | -            | Full Moon in Paris (dir. Eric Rohmer) París Texas (dir. Wim Wenders) Mac Arthurs Children (dir. Masahiro Shinoda)                                              | Love on the Ground (dir. Jacques Rivette)                                        |
| 1986 | -            | Ping Pong (dir. Leong Po-chih) Ran (dir. Akira Kurosawa) Insignificance (dir. Nicolas Roeg)                                                                    | The Insomniac on the Bridge (dir. Raúl Ruiz)                                     |
| 1987 | -            | The Green Ray (dir. Eric Rohmer) To Sleep So As To Dream (dir. Kaizo Hayashi) The Sacrifice (dir. Andrei Tarkovsky)                                            | Document: Fanny and Alexander (dir. Ingmar Bergman) The Stand-in                 |
| 1988 | -            | Les Affaires Publiques Yeelen (dir. Souleymane Cissé) Goodbye, Children (dir. Louis Malle)                                                                     | Wings of Desire (dir. Wim Wenders) Red Sorghum (dir. Zhang Yimou)                |
| 1989 | -            | Ashik Kerib (dir. Dodo Abashidze and Sergei Parajanov) Women on the Verge of a Nervous Breakdown (dir. Pedro Almodovar) Pellethe Conqueror (dir. Bille August) | Betrayed (dir. Costa-Gavras)                                                     |
| 1990 | -            | A Terra-Cotta Warrior (dir. Ching Siu-tung) | Song of the Exile (dir. Ann Hui)                                                 |
| 1991 | -            | Li Lianying: The Imperial Eunuch (dir. Tian Zhuangzhuang) | My American Grandson (dir. Ann Hui)                                              |
| 1992 | -            | Ripples Across Stagnant Water (dir. Ling Zifeng) High Heels (dir. Pedro Almodovar)                                                                             | King of Chess (dirs. Yim Ho, Tsui Hark)                                          |
| 1993 | -            | For Fun (dir. Ning Ying) Opening Night (dir. John Cassavetes)                                                                                                  | The Wedding Banquet (dir. Ang Lee)                                               |
| 1994 | -            | Three Colours: Blue (dir. Krzysztof Kieślowski) | Three Colours: White (dir. Krzysztof Kieślowski)                                 |
| 1995 | -            | In the Heat of the Sun (dir. Jiang Wen) Summer Snow (dir. Ann Hui)                                                                                             | One and a Half (dir. Lawrence Ah Mon) Burnt by the Sun (dir. Nikita Mikhalkov)   |
| 1996 | -            | Hu Du Men (dir. Shu Kei) From Dusk Till Dawn (dir. Robert Rodríguez)                                                                                           | The King of Masks (dir. Wu Tianming) Mahjong (dir. Edward Yang)                  |
| 1997 | -            | Kitchen (dir. Yim Ho) The River (dir. Tsai Ming-liang) | The Valiant Ones (dir. King Hu)                                                  |
| 1998 | -            | Beast Cop (dir. Gordon Chan) Dragon Inn (dir. King Hu) | Sweet Degeneration (dir. Lin Cheng-sheng)                                        |
| 1999 | -            | Ordinary Heroes (dir. Ann Hui) Where a Good Man Goes (dir. Johnnie To)                                                                                         | Mr Zhao (dir. Lü Yue) Crazy English (dir. Zhang Yuan)                            |
| 2000 | -            | Spacked Out (dir. Lawrence Ah Mon) The Million Dollar Hotel (dir. Wim Wenders)                                                                                 | A Chance to Die Durian Durian (dir. Fruit Chan)                                  |
| 2001 | -            | Penoy Pavilion (dir. Yonfan) Mortal Transfer (dir. Jean-Jacques Beineix)                                                                                       | Yi Yi (dir. Edward Yang)                                                         |
| 2002 | -            | Hollywood Hong Kong (dir. Fruit Chan) Heaven (dir. Tom Tykwer)                                                                                                 | What Time is it There? (dir. Tsai Ming-liang)                                    |
| 2003 | SHINE        | The Twilight Samurai (dir. Yoji Yamada) PTU (dir. Johnnie To)                                                                                                  | Cala, My Dog! (dir. Lu Xuechang) Adaptation (dir. Spike Jonze)                   |
| 2004 | -            | Baober in Love (dir. Li Shaohong) Jade Goddess of Mercy (dir. Ann Hui)                                                                                         | Goodbye, Dragon Inn (dir. Tsai Ming-liang) Not on the Lips (dir. Alain Resnais)  |
| 2005 | Andy Lau     | Peacock (dir. Gu Changwei) The Hidden Blade (dir. Yōji Yamada)                                                                                                 | The World (dir. Jia Zhangke) Words in Blue (dir. Alain Corneau)                  |
| 2006 | Andy Lau     | Election 2 (dir. Johnnie To) Isabella (dir. Pang Ho-cheung) | Snow Cake (dir. Marc Evans) Candy (dir. Neil Armfield)                           |
| 2007 | -            | Eye in the Sky (dir. Yau Nai-Hoi) I am a Cyborg, but that's OK (dir. Park Chan-wook)                                                                           | -                                                                                |
| 2008 | Sammi Cheng  | Kabei - Our Mother (dir. Yoji Yamada) Soul of a Demon (dir. Chang Tso-chi)                                                                                     | Shine a Light (dir. Martin Scorsese) Coffee or Tea (dirs. Shu Kei, Kwan Man-hin) |
| 2009 | Karen Mok    | Night and Fog (dir. Ann Hui) Shinjuku Incident (dir. Derek Yee)                                                                                                | 24 City (dir. Jia Zhangke)                                                       |
| 2010 | -            | Crossing Hennessy (dir. Ivy Ho) Like a Dream (dir. Clara Law)                                                                                                  | Amphetamine (dir. Scud) Ex (dir. Heiward Mak)                                    |
| 2011 | Miriam Yeung | Don't Go Breaking My Heart (dirs. Johnnie To, Wai Ka-fai) Quattro Hong Kong 2 (dirs. Apichatpong Weerasethakul; Brillante Mendoza; Stanley Kwan; Ho Yuhang)    | -                                                                                |
| 2012 | Miriam Yeung | Love in the Buff (dir. Pang Ho-cheung) | White Deer Plain (dir. Wang Quan'an)                                             |
| 2013 | Miriam Yeung | Ip Man - The Final Fight (dir. Herman Yau) | Closed Curtain (dirs. Jafar Panahi, Kambuzia Partovi)                            |
| 2014 | Louis Koo    | Aberdeen (dir. Pang Ho-cheung) The Midnight After (dir. Fruit Chan)                                                                                            | That Demon Within (dir. Dante Lam)                                               |
| 2015 | Louis Koo    | Murmur of the Hearts (dir. Sylvia Chang) | Port of Call (dir. Philip Yung)                                                  |
| 2016 | Louis Koo    | Chongqing Hot Pot (dir. Yang Qing) Trivisa (dirs. Frank Hui, Jevons Au, Vicky Wong)                                                                            | Creepy (dir. Kiyoshi Kurosawa)                                                   |
| 2017 | Louis Koo    | Love Off the Cuff (dir. Pang Ho-cheung) | Mon Mon Mon Monsters (dir. Giddens Ko)                                           |
| 2018 | Louis Koo    | Omotenashi (dir. Jay Chern) Xiao Mei (dir. Maren Hwang) | What a Wonderful Family! 3: My Wife, My Life (dir. Yamada Yoji)                  |
| 2019 | Aaron Kwok   | Bodies at Rest (dir. Renny Harlin) | By the Grace of God (dir. François Ozon)                                         |

## Competencia
Los premios Firebird, entregados en el festival, incluyen tres categorías: Cine juvenil, documentales y cortometrajes. Los resultados son decididos por tres equipos de jurados compuestos por profesionales de la industria cinematográfica como críticos de cine, directores y delegados de festivales de cine. Además de los Premios Firebird, el festival también estableció el Premio FIPRESCI para reconocer a los cineastas emprendedores y promover el talento joven en el cine asiático. Iniciando en la edición número 41, el Premio del Público se otorga durante el festival, cuando los miembros de la audiencia que compraron su respectiva entrada tienen la posibilidad de votar por sus películas favoritas. Desde la edición número 43 se dividen las películas presentadas entre películas en chino y películas de habla extranjera.
| Evento  | Competencia juvenil                                                     | Competencia de documentales                                                   | Competencia de cortometrajes                                                        | Premio FIPRESCI                                | Premio de la audiencia    |
| ------- | ----------------------------------------------------------------------- | ----------------------------------------------------------------------------- | ----------------------------------------------------------------------------------- | ---------------------------------------------- | ------------------------- |
| HKIFF40 | Premio Firebird: Life After Life Premio del jurado: Tomcat              | Premio Firebird: Behemoth Premio del jurado: Under The Sun                    | Premio Firebird: Batrachian’s Ballad Premio del jurado: Prelude to the General      | The Island Funeral                             | -                         |
| HKIFF41 | Premio Firebird: My Happy Family Premio del jurado: Newton              | Premio Firebird: House in the Fields Premio del jurado: Inmates               | Premio Firebird: Jukai Premio del jurado: Ten Mornings Ten Evenings And One Horizon | Happy Bus Day                                  | Mad World                 |
| HKIFF42 | Premio Firebird: Girls Always Happy Premio del jurado: Daughter of Mine | Premio Firebird: Of Love & Law Premio del jurado: The Distant Barking of Dogs | Premio Firebird: Wicked Girl Premio del jurado: The Burden                          | Girls Always Happy                             | An Elephant Sitting Still |
| HKIFF43 | Premio Firebird: A First Farewell Premio del jurado: You Have the Night | Premio Firebird: Midnight Family Premio del jurado: Advocate                  | Premio Firebid: All These Creatures Premio del jurado: The Call                     | The Golden-Laden Sheep and the Sacred Mountain | -                         |